# Rhaphuma theryi
Rhaphuma theryi là một loài bọ cánh cứng trong họ Cerambycidae.